# トルシー (セーヌ＝エ＝マルヌ県)
トルシー （Torcy）は、フランス、イル＝ド＝フランス地域圏、セーヌ＝エ＝マルヌ県のコミューン。マルヌ＝ラ＝ヴァレを構成する都市の1つ。

## 概要
長い間農村部であったトルシーの都市化が始まったのは、チョコレートメーカーのムニエの工場が近接するノワジエルにでき、トルシー住民の多くが労働者として雇用されてからである。
1980年、RER A線のトルシー駅が開業した。

## 人口統計
2017年時点のコミューンの人口は22568人で、2012年当時の人口より3.85%減少した
| 1962年 | 1968年 | 1975年 | 1982年 | 1990年 | 1999年 | 2006年 | 2011年 | 2017年 |
| ------ | ------ | ------ | ------ | ------ | ------ | ------ | ------ | ------ |
| 3221   | 3401   | 4800   | 12279  | 18681  | 21595  | 22299  | 22866  | 22568  |

参照元:1962年から1999年までは複数コミューンに住所登録をする者の重複分を除いたもの。それ以降は当該コミューンの人口統計によるもの。1999年までEHESS/Cassini、2006年以降INSEE

## 姉妹都市
- リンゲンフェルト、ドイツ
- ジーヴァン、スコットランド